# Ikizukuri
Ikizukuri (生/活]き[作/造]り, "levende tilberedning") eller ikezukuri ([生/活]け[作/造]り) er en sashimi-variant fra det japanske køkken, hvor der lægges særlig vægt på, at retten har et frisk og levende udseende.
Normalt benyttes fisk til retten, især koi-karper eller søbrase (jap. tai), men også andet godt fra havet så som blæksprutter, japansk languste eller rejer. Den anvendte fisk bliver bedøvet med et slag på hovedet og udskåret, idet der passes på at de umiddelbart livsvigtige organer, hovedet, rygraden og halen, forbliver uberørte, dvs. at man primært fjerner de to sider og tilbereder sashimi af dem. Dette serveredes derefter sammen med den halvt udskårne fisk, der stadig snapper efter vejret.
Denne form for tilberedelse er forbudt i Tyskland og Australien som dyrplageri.